# Сюзі Кватро
Сю́зі Ква́тро (англ. Suzi Quatro), повне ім'я Сю́зан Кей Ква́тро (англ. Susan Kay Quatro); нар. 3 червня 1950, Детройт, Мічиган, США) — вокалістка, басистка, композиторка, авторка текстів та акторка.
У 1970-х роках вона записала низку синглів, які мали успіх у Європі та Австралії, причому «Can the Can» (1973) і «Devil Gate Drive» (1974) посіли перше місце в кількох країнах.
Дебютний альбом Suzi Quatroвипустила 1973 року. Відтоді вона випустила п'ятнадцять студійних альбомів, десять збірників і один концертний альбом. Інші пісні, зокрема «48 Crash», «Daytona Demon», «The Wild One» і «Your Mama Won't Like Me», також посіли високі позиції за кордоном. Її дует «Stumblin' In» із солістом Smokie Крісом Норманом досяг 4 місця в США, проте в Британії лише потрапив у топ-40.
Між 1973 і 1980 роками Quatro здобула шість «Браво Отто», нагород, які вручають музикантам за результатами голосування німецького підліткового журналу Bravo. 2010 року її введено до Мічиганської онлайн-зали слави рок-н-ролу. Продала понад 50 мільйонів записів по всьому світу і продовжує виступати наживо. Останній студійний альбом Face to Face випущено 2023 року як продовження співпраці The Devil in Me (2021 рік) з її сином Річардом Таккі, який уже 2019 року брав участь у No Control. Також продовжує активно працювати на радіо.

## Життєпис
Народилась у сім'ї напівпрофесійного джазового музиканта італійського походження, який працював у General Motors. Її дідусь по батькові був італійським іммігрантом у США, а мати Гелен була угоркою. Її прізвище «Quattrocchi» («чотири ока», що означає «в окулярах») скоротилося до «Quatro».
Вже з семи років почала виступати у джаз-бенді свого батька, де грала на бонгах. Трохи згодом дебютувала як танцівниця гов-гов у місцевому телевізійному серіалі. 1964 року разом із сестрами Па́тті (майбутня учасниця гурту Fanny), Арлі́н та Не́нсі утворила жіночий гурт Suzi Soul & The Pleasure Seekers. Метою гурту були виступи в клубах військових гарнізонів США, а незабаром, перед концертами для американських солдат у В'єтнамі, дівчата змінили назву гурту на Cradle.
1970 року британський продюсер Мікі Мост, зачарований привабливістю, артистичними навичками та швидкою грою на бас-гітарі двадцятирічної Сюзі, вмовив її перебратись до Лондона, де запропонував записувати твори авторської спілки Нікі Чінна і Майка Чепмена для фірми «RAK». У перший період Сюзі акомпанували британські інструменталісти Е́йлістер Макке́нзі (англ. Alistair McKenzie) — клавішні; Дейв Ніл (англ. Dave Neal) — ударні та її майбутній чоловік, колишній гітарист гурту Nashville Teens Лен Та́кі (англ. Len Tuckey).
Дебютувала артистка синглом «Rolling Stone», але лише другий запис — твір «Can The Can» 1973 року очолив британський чарт і став міжнародним хітом, не в останню чергу завдяки вершині популярності глем-року. Запальна Сюзі в чорному шкіряному комбінезоні якнайкраще пасувала тогочасній модній музичній течії. Вокальній хард-роковій манері співачки імпонували тексти Чінна й Чепмена, що спирались на рими, які легко запам'ятовувалися. Чінн і Чепмен були авторами й наступних хітів Сюзі, наприклад, «48 Crash», «Daytona Demon», «Devil Gate Drive», однак поразка синглу «Your Mama Won't Like Me» виявила, що золотоносна жила вичерпалася, і стала передвісником двох наступних невдалих років у кар'єрі Кватро.
До британського Тор 10 Сюзі повернулася 1978 року з твором Чінна та Чепмена «If You Can't Give Me Love», після чого в кар'єрі співачки знову настав регрес, про який свідчать позиції її синглів у Британії (від 11 місця «She's In Love With You» до 68-го «Heart Of Stone» 1982 року). Щоправда, записаний у дуеті з вокалістом Smokie Крі́сом Но́рманом твір «Stumblin' In» здобув чималий успіх у США, потрапивши до Тор 5, але в Британії він ледве досяг тор 40.
Наприкінці 1980-их років Сюзі обмежила свою діяльність спорадичними записами на зразок дискотечної версії «Wild Thing», зробленої в дуеті з вокалістом The Troggs Ре́гом Пре́слі. Проте, попри поразку останніх записів, артистка вміло використала свій досвід на телебаченні (знятий «ITV» фільм «Minder») та театральній сцені (роль у виставі «Happy Days» та головна роль у «Annie Get Your Gun»).

## Музичний стиль

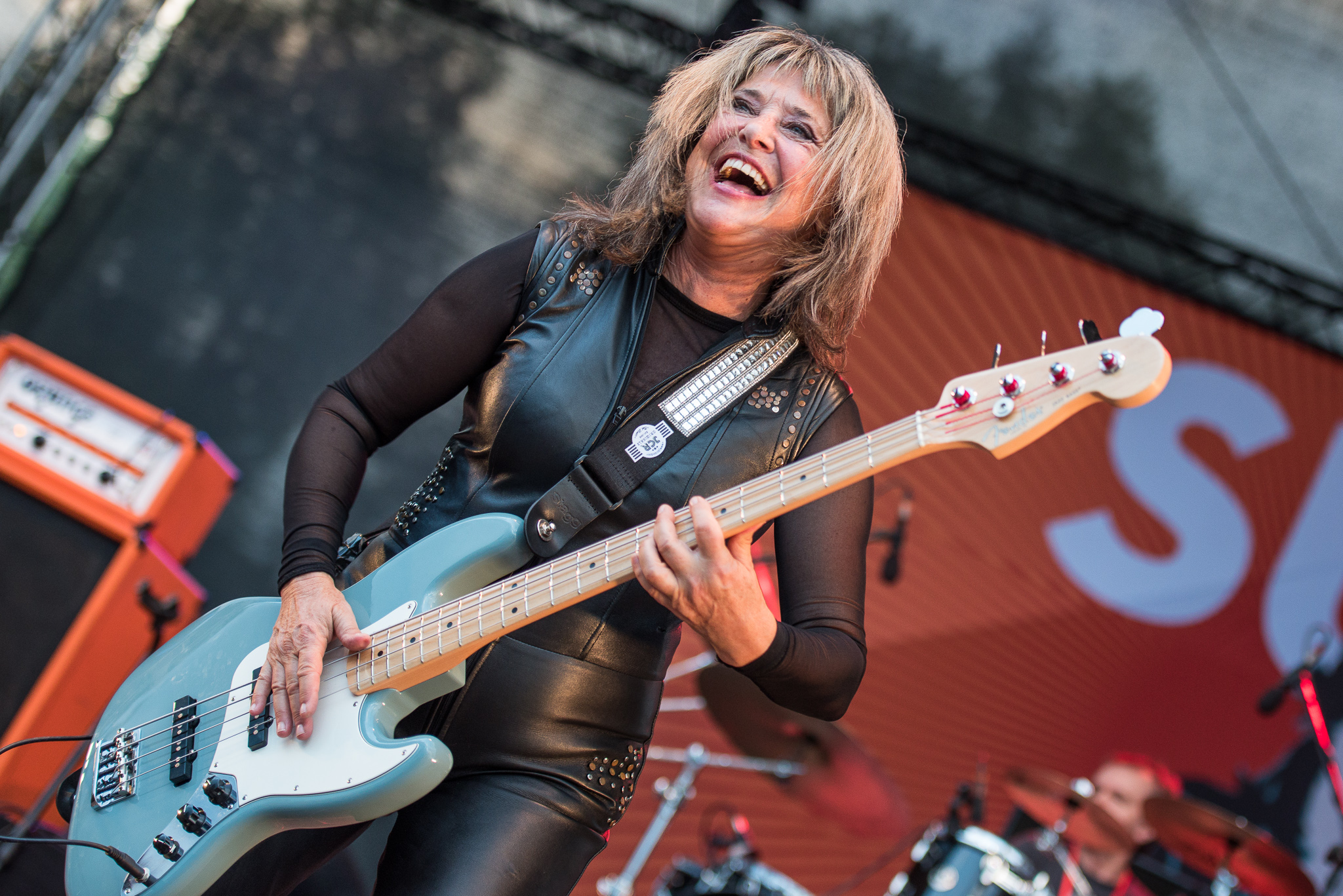
Сюзі Кватро 2017 року

Музика Сюзі Кватро охоплює декілька жанрів. Основними жанрами є хардрок і глем-рок. Академік Філіп Ауслендер писав, що «інколи вона з'являлася просто як бас-гітаристка, а не співачка, і [також] демонструвала свою інструментальну майстерність із розширеним соло на бас-гітарі під час своїх власних концертів» :1–2.
Музика у складі The Pleasure Seekers включала павер-поп, гаражний рок і Motown. Також Сюзі Кватро виконує мюзикли.

## Нагороди та відзнаки
2020 року здобула нагороду Icon Award від Міжнародної жіночої музичної мережі (Women's International Music Network).
2011 року Сюзі Кватро введено до Зали слави легенд рок-н-ролу штату Мічіган.
У жовтні 2016 року, разом із Вілко Джонсоном із Dr. Feelgood, здобула ступінь почесного доктора музики в Університеті Англії Раскін (Кембридж, Велика Британія).
15 серпня 2019 року в Мельбурні відбулася прем'єра австралійського фільму про життя Сюзі Кватро. «Suzi Q» вважають першим офіційним документальним фільмом про неї. Вона описала це як погляд на «бородавки та все інше» (англ. warts and all) в її кар'єрі, зосереджений як на її успіхах, так і на проблемах, з якими вона зіткнулася на цьому шляху, особливо коли залишила своїх сестер у Детройті, щоб продовжити сольну кар'єру в Лондоні. Сюзі Кватро заявила, що вона дуже хотіла залучити режисера з Мельбурна Ліама Фірмагера до знімання фільму: «Тому що, хоча йому подобалася моя музика, він не був особливим фанатом, а це означало, що він був об'єктивним і не витрачав весь свій час, щоб говорити мені, яка я чудова… Мені це подобається, він виявився правильним хлопцем для цієї роботи».

### Браво Отто
Bravo — найбільший журнал для підлітків у німецькомовній Європі. Щороку читачі цього журналу обирають лауреатів премії «Браво Отто».
Сюзі Кватро здобула такі нагороди «Браво Отто»:
- 1973: Золото для співачки
- 1974: Золото для співачки
- 1975: Бронза для співачки
- 1978: Бронза для співачки
- 1979: Бронза для співачки
- 1980: Срібло для співачки

### Королеви британської поп-музики
У квітні 2009 року BBC TV вибрав її однією з дванадцяти королев британської поп-музики.

## Дискографія
- 1973: Suzi Quatro
- 1974: Quatro
- 1975: Your Mama Won't Like Me
- 1976: Suzi Quatro's Story — 12 Golden Hits
- 1977: Live & Kickin'
- 1978: If You Knew Suzi
- 1979: Suzi… & Other Four Letter Words
- 1980: Suzi Quatro's Greatest Hits
- 1980: Rock Hard
- 1982: Main Attraction
- 1987: Saturday Night Special
- 1988: Rock 'Till Ya Drop
- 1990: The Wild One — The Greatest Hits
- 1996: Gold Collection
- 1998: Unreleased Emotion
- 1999: Free the Butterfly
- 2006: Back To The Drive
- 2011: In the Spotlight
- 2017: Quatro, Scott & Powell
- 2019: No Control
- 2021: The Devil in Me
- 2023: Face to Face (з KT Tunstall)

## Фільмографія

### Телебачення
Акторка
- Щасливі дні[en] (сім епізодів, 1977—1979)
- Майндер[en] (один епізод «Мерці розповідають казки», [серія 3, епізод 1] 1982)
- Демпсі і Мейкпіс[en] (один епізод, 1985)
- Абсолютно чудово[en] (один епізод, 1994)
- Убивства в Мідсомері (сезон 10, епізод 4, The Axeman Cometh, 2007)

Гостя
- Зворотний відлік[en] (шість епізодів, 1997)[24]
- Never Mind the Buzzcocks[en] (4 епізоди, 1999—2006)
- Rock School[en] (один епізод другої серії, 2006)
- Trust Me – I'm a Beauty Therapist[en] (жовтень 2006)
- Австралійський ідол[en] (один епізод як запрошена суддя, 2009)
- RocKwiz[en] (один епізод як виконавиця й учасниця вікторини, 2011)[25]
- Spicks and Specks[en] (один епізод як учасниця вікторини, 2014)[26]
- Disco[en] (одинадцять епізодів та дві ретроспекції)

### Кіно
- Боб-будівельник — Built to Be Wild (голос Ріо Роджерса, 2006)
- Suzi Q — 2019, Palstar Entertainment (реж. Ліам Фірмагер)[27]